# Hamtaro - Piccoli criceti, grandi avventure (album)
Hamtaro – Piccoli criceti, grandi avventure è un album di Cristina D'Avena, con la partecipazione di Giorgio Vanni, dedicato alla serie animata omonima pubblicato il 10 ottobre 2003. È stato ristampato nel 2006, con artwork lievemente differente ed unicamente nel formato CD e dal 10 febbraio 2008 anche sulle piattaforme digitali.

## Il disco
L'album contiene le prime due sigle italiane del cartone animato, Hamtaro piccoli criceti, grandi avventure del 2001 e Hamtaro Ham Ham Friends del 2002 (la terza ed ultima sigla, infatti, risale al 2007), un remix con arrangiamento latineggiante della prima e 7 canzoni ispirate ai protagonisti del cartone animato.
I brani musicali sono intervallati da brevi dialoghi dei criceti protagonisti che interagiscono tra di loro e talvolta con l'ascoltatore. Questi fanno riferimento a situazione generali della storia (come la rivalità tra Tricky e Damerino o della personalità di Ronfo). I dialoghi, influenzati dalla musica, proseguono sia nello spazio che nel tempo terminando con una danza sulle note della prima sigla nella Club House.
L'album è stato venduto anche in allegato a un giocattolo della serie e presenta un codice diverso da quello uscito nei negozi di musica.

## Tracce
Testi di Alessandra Valeri Manera.
1. Hamtaro Ham Ham Friends – 3:08 (musica: Max Longhi, Giorgio Vanni)
2. Ham Ham – 0:59
3. Piccola Bijou – 3:14 (musica: Max Longhi, Giorgio Vanni)
4. Gnam Gnam – 0:47
5. Il suo nome è Ghiotto – 3:03 (musica: Gianfranco Fasano)
6. Dabada – 0:59
7. Panda – 3:07 (musica: Silvio Amato)
8. Ticky Ticky – 0:56
9. Hamtaro piccoli criceti, grandi avventure (Versione latina) – 3:27 (musica: Max Longhi, Giorgio Vanni)
10. Scav Scav – 1:04
11. Prova a dire Tigro e Tigra – 2:42 (musica: Max Longhi, Giorgio Vanni)
12. Uchiù – 1:10
13. Il ballo di Timidy e Sciarpina – 4:09 (musica: Gianfranco Fasano)
14. Heché – 1:02
15. Ma chi vincerà fra Tricky e Damerino – 3:23 (musica: Cristiano Macrì)
16. Nanna'aa – 1:08
17. Ninna nanna Ronfo – 4:01 (musica: Sergio Dall'Ora)
18. Chazie – 0:44
19. Hamtaro piccoli criceti, grandi avventure – 3:13 (musica: Max Longhi, Giorgio Vanni)

## Interpreti
| Interpreti                           | Brano                                                       |
| ------------------------------------ | ----------------------------------------------------------- |
| Cristina D'Avena                     | Tutte le tracce dispari (tranne Prova a dire Tigro e Tigra) |
| Giorgio Vanni                        | Prova a dire Tigro e Tigra                                  |
| Marcella Silvestri (Hamtaro)         | Tutte le tracce pari                                        |
| Giovanna Papandrea (Bijou/Sciarpina) | Tutte le tracce pari                                        |
| Patrizio Prata Ghiotto               | Gnam Gnam                                                   |

## Produzione
- Alessandra Valeri Manera – Direzione artistica
- Paolo Paltrinieri – Produzione discografica
- Giuseppe Spada – Grafica
- Clarissa D'Avena – Promozione album
- Enrico Fabris, Sandro Radici – Mastering al RTI Recording Studio, Cologno Monzese (MI)

## Produzione e formazione delle canzoni

### Hamtaro Ham Ham Friends
- Max Longhi – arrangiamento, tastiera, programmazione
- Stefano Pecorelli – chitarra[senza fonte]
- i Piccoli Cantori di Milano – cori
- Laura Marcora – direzione cori
- Nadia Biondini, Cristina Paltrinieri, Gisella Cozzo, Marco Gallo – cori aggiuntivi

### Piccola Bijou
- Max Longhi – arrangiamento, tastiera, programmazione
- Stefano Pecorelli – chitarra
- i Piccoli Artisti "Accademia New Day" – cori
- Cristina Paltrinieri – direzione cori
- Nadia Biondini, Cristina Paltrinieri, Gisella Cozzo, Marco Gallo – cori aggiuntivi

### Il suo nome è Ghiotto
- Gianfranco Fasano – tastiera, programmazione
- i Piccoli Artisti "Accademia New Day" – cori
- Cristina Paltrinieri – direzione cori
- Nadia Biondini, Cristina Paltrinieri, Gisella Cozzo, Marco Gallo, Marco Trifone – cori aggiuntivi

### Panda
- Mattia Cova – arrangiamento, tastiera, programmazione
- i Piccoli Artisti "Accademia New Day" – cori
- Cristina Paltrinieri – direzione cori
- Nadia Biondini, Cristina Paltrinieri, Gisella Cozzo, Marco Gallo, Marco Trifone – cori aggiuntivi

### Hamtaro piccoli criceti, grandi avventure (versione latina)
- Max Longhi – arrangiamento, tastiera, programmazione
- Giorgio Vanni, Stefano Pecorelli[senza fonte] – chitarre
- i Piccoli Cantori di Milano – cori
- Laura Marcora – direzione cori
- Nadia Biondini, Patrizia Saitta – cori aggiuntivi

### Prova a dire Tigro e Tigra
- Max Longhi – arrangiamento, tastiera, programmazione
- Giorgio Vanni – chitarre
- i Piccoli Artisti "Accademia New Day" – cori
- Cristina Paltrinieri – direzione cori
- Nadia Biondini, Cristina Paltrinieri, Gisella Cozzo, Marco Gallo – cori aggiuntivi

### Il ballo di Timidy e Sciarpina
- Gianfranco Fasano – tastiera, programmazione, produzione e arrangiamento
- i Piccoli Artisti "Accademia New Day" – cori
- Cristina Paltrinieri – direzione cori
- Nadia Biondini, Cristina Paltrinieri, Gisella Cozzo, Marco Gallo, Marco Trifone – cori aggiuntivi

### Ma chi vincerà tra Tricky e Damerino
- Cristiano Macrì – tastiera, chitarre, programmazione
- i Piccoli Artisti "Accademia New Day" – cori
- Cristina Paltrinieri – direzione cori
- Nadia Biondini, Cristina Paltrinieri, Gisella Cozzo, Marco Gallo, Marco Trifone – cori aggiuntivi

### Ninna nanna Ronfo
- Sergio dall'Ora – tastiera, chitarra, programmazione
- i Piccoli Artisti "Accademia New Day" – cori
- Cristina Paltrinieri – direzione cori
- Nadia Biondini, Cristina Paltrinieri, Gisella Cozzo – cori aggiuntivi

### Hamtaro piccoli criceti, grandi avventure
- Max Longhi – tastiera, programmazione
- Giorgio Vanni – chitarra
- Stefano Pecorelli[2] – chitarra
- i Piccoli Cantori di Milano – cori
- Laura Marcora – direzione cori
- Nadia Biondini, Patrizia Saitta – cori aggiuntivi

## Differenze con la ristampa
Nella seconda edizione com'è solito nelle ristampe dei CD della D'Avena, è assente il booklet con i testi, venendo sostituito da due pagine con i crediti delle canzoni. Le differenze sono anche nella copertina.
In quello della prima edizione il colore che predomina è l'arancione, nella seconda invece viene sostituito (nei contorni) dal verde. Inoltre anche la posizione dei criceti cambia, questo a causa dell'inserimento successivo della scritta "Mediaset Cartoon Music"
I criceti con una posizione differente sono:
- Bijou, che inizialmente si trova posizionata sopra Tigra accanto al logo del CD. Nella ristampa si trova accanto a Panda sopra la scritta "Mediaset Cartoon Music". Inizialmente nascoste, ora si vede il codino e le zampe.
- Tigra e Panda. Nella prima edizione sono collocati più in basso, nella ristampa sono situati leggermente più in alto e subito sotto il logo del CD.
- Tricky. Inizialmente si trova tra Sciarpina e Ghiotto, nella ristampa si trova nell'angolo in basso a destra subito sotto Ronfo.
- Sciarpina. Nella prima edizione è alla destra di Panda vicino a Tricky. Nella ristampa si trova alla destra del logo alla sinistra di Ghiotto.

Nella prima edizione la scritta che attesta della partecipazione di Giorgio Vanni è leggermente più grande inoltre il nome è colorato di verde e sempre in quest'edizione del disco il retro del CD ha un tema più elaborato e le tracce sono colorate di verde e di arancione. Nella ristampa invece lo sfondo è una sfumatura che passa dal verde al giallo e vengono inseriti loghi appartenenti a Mediaset.

## Curiosità
- Delle 4 sigle/canzoni scritte e arrangiate dal duo Longhi-Vanni, solo una, ovvero quella cantata dallo stesso Vanni, non ha cambi di tonalità[3].
- Il CD include tutte le sigle italiane prodotte per la serie fatta eccezione per la terza sigla e i remix dance delle prime due uscite sulla compilation Cartuno.